# Strandet
Strandet er en hovedgård i Ørum Sogn, idet tidligere Fjends Herred, Viborg Amt, nu Skive Kommune Region Midtjylland. Den er nævnt første gang i 1493, og i 1503 hvor det tilhørte Esben Juel. Den oprindelige gård brændte i 1775 og den nuværende er fra 1790'erne; Over indgangen står der 1794, og i 1798 blev den toetages hovedbygning ombygget i klassisk stil, omtrent som den nuværende bygning der er 7 x 21 meter; På 1. sal findes blandt andet en riddersal, og tidligere har der også været to sidefløje.
Hovedbygningen, der blev blev restaureret i 1917 har været fredet siden 1918 (opr. i klasse B; klasserne bortfaldt i 1980). I 1998 blev der tinglyst en bevaringsdeklaration på ejendommen, der blev restaureret i perioden 1998-2000.
Gården ligger ved Jordbro Å ikke langt fra hvor den løber ud i den vestlige side af Hjarbæk Fjord cirka en kilometer nord for Nørre Ørum. Det samlede jordtilliggende var i 2001 på 88 hektar, hvoraf en stor del er skov. 

## Eksterne kilder og henvisninger
1. ↑  Sagsbeskrivelse hos Kulturarvsstyrelsen (Webside ikke længere tilgængelig)
2. ↑  LandbrugsAvisen.dk 25.05.01 (Webside ikke længere tilgængelig)

- Trap Danmark, Viborg Amt, 5. udgave 1925.

56°34′24″N 9°14′13″Ø / 56.57333°N 9.23694°Ø